# Doublé (Cameroun)
Ne doit pas être confondu avec Doublé.
Doublé (ou Doublé-Alagarno, Douboule, Doumbole) est une localité du Cameroun située dans le canton de Magdémé et la commune de Mora, dans le département du Mayo-Sava et la région de l'Extrême-Nord, à proximité de la frontière avec le Nigeria.

## Population
En 1966-1967, le village comptait 370 habitants, principalement Kanouri et Mafa.
Lors du recensement de 2005, 1 396 personnes y ont été dénombrées.

## Histoire
Le 27 décembre 2014, 200 hommes et garçons ont été enlevés à Doublé et dans un village proche, Magdémé, par les forces de sécurité camerounaises dans le cadre d'opérations menées contre Boko Haram. En janvier 2016, 130 personnes sont toujours portées disparues.